# Лю Цзієнь
Лю Цзієнь (кит.: 劉繼恩; піньїнь: Liú Jien; пом. 968) — третій правитель Північної Хань періоду п'яти династій і десяти держав.
Також відомий в історії як Юний князь. Був сином і спадкоємцем Лю Цзюня. Правління 12-річного володаря було дуже нетривалим (кілька місяців), того ж року він помер, а трон зайняв його двоюрідний брат, онук Лю Чуна, Лю Цзиюань.